# 8899 Hughmiller
A 8899 Hughmiller (ideiglenes jelöléssel 1995 SX29) a Naprendszer kisbolygóövében található aszteroida. Robert H. McNaught fedezte fel 1995. szeptember 22-én.